# 圣道明圣西斯笃堂

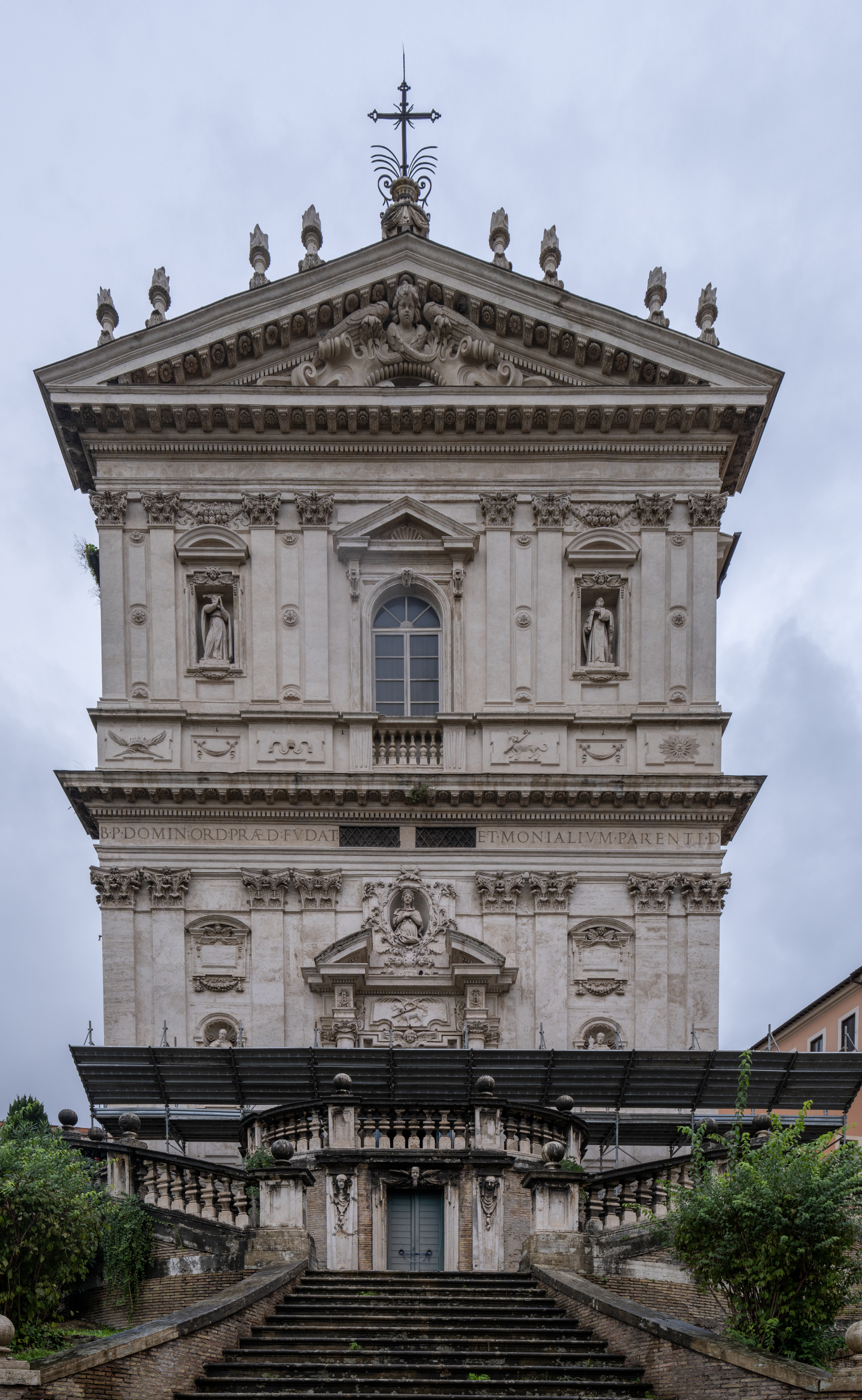
圣道明圣西斯笃堂

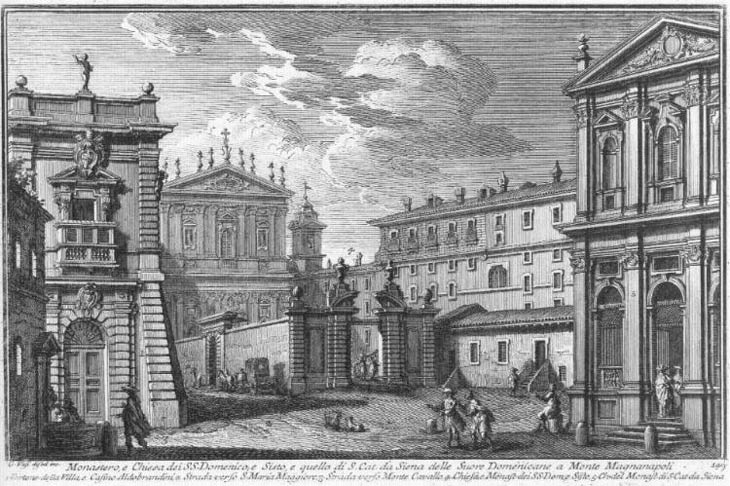
左为圣道明圣西斯笃堂，右为大拿坡里聖加大肋納堂

圣道明圣西斯笃堂（義大利語：Santi Domenico e Sisto）供奉圣道明和教宗西斯笃二世，是意大利罗马的一个领衔堂区，由天主教道明会管理。它坐落在奎利那雷山Largo Angelicum1号宗座聖多瑪斯大學校园，是一所大学教堂。

## 历史
此处的第一座教堂，大拿坡里圣母堂建于公元1000年以前。目前的教堂由道明会会士庇护五世兴建，开始于1569年，在一所道明会修女院中。巴洛克洞石立面完成于1646年，有四尊雕像。下面两尊是托马斯·阿奎那和维罗纳的圣伯铎雕像，作者是卡洛·马代尔诺；上面两尊是圣道明和教宗西斯笃二世雕像，作者是Marcantonio Canini。
1649年，济安·贝尼尼设计了教堂的正祭台和右侧第一小堂的祭台和群雕“不要摸我”（Noli me tangere）。
立面的双侧阶梯建于1654年。  
1870年意大利政府取缔修会，修院遭没收。1927年，道明会收回修院，该堂成为宗座聖多瑪斯大學的大学教堂，用于庆祝每学年庄严的开学、托马斯·阿奎那瞻礼和结束仪式。在大学暑假期间关闭，只有8月7日圣道明瞻礼例外。除了在公共活动期间，访问需要事先预约。

## 小堂
- 南侧第三小堂：皮尔·法兰西斯柯·莫拉的祭坛画，描绘了圣道明的异象。
- 北侧第二小堂：弗朗西斯科·阿莱格里尼的《圣加大肋纳的神秘婚姻》，1532年
- 北侧第三小堂：贝诺佐·戈佐利（安杰利科修士的学生）的《圣母与圣婴》1460年，

## 文化
这座教堂已经成为许多艺术作品的主题。卡納萊托 用灰色和黑色的粉笔做了一个钢笔和墨水研究, 现藏于大英博物馆,认为是描绘罗马的圣道明圣西斯笃堂；入口处有一个宽阔的双楼梯，前景是一名男子向两位走近的女士鞠躬。
1906年，美国画家约翰·辛格·萨金特完成了教堂外部楼梯和栏杆的油画。这幅画现在挂在牛津大学阿什莫林博物館萨金特描述这座建筑：“宏伟的弧形楼梯和栏杆，通向宏伟的立面，将百万富翁变成一只虫子”。萨金特后来在哈佛大学校长查尔斯·艾略特的肖像中，使用了这幅画的建筑特征。萨金特还为栏杆和楼梯做了几张初步的铅笔草图，现藏于哈佛藝術博物館。